# Doris Salcedo

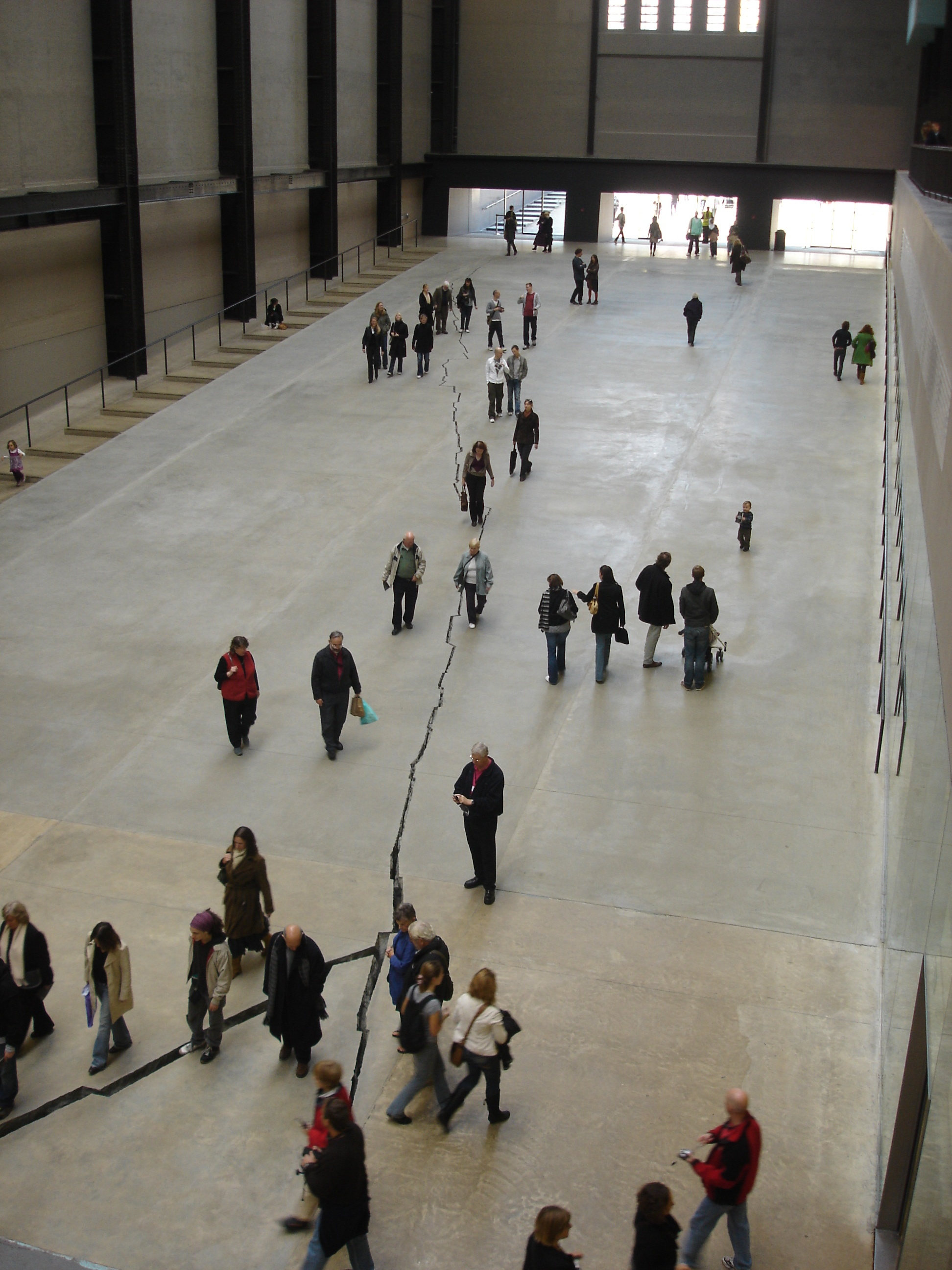
Shibboleth w Tate Modern

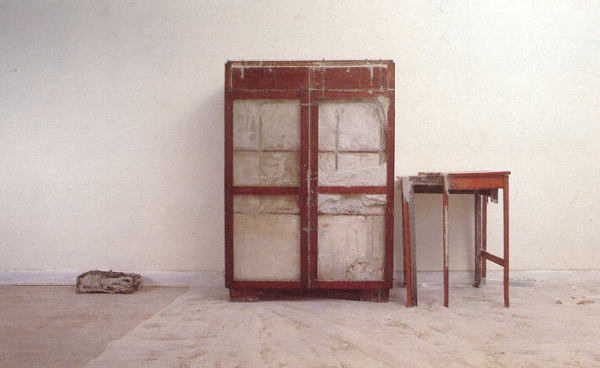
Jedna z rzeźb Doris Salcedo

Doris Salcedo (ur. 1958 w Bogocie) – kolumbijska rzeźbiarka. 

## Życiorys
Po skończeniu licencjatu na Universidad de Bogotá w 1980, wyjechała do Nowego Jorku, gdzie uzyskała dyplom w Instytucie Sztuk Pięknych Uniwersytetu Nowojorskiego. 
W swoich pracach porusza często problem niespokojnej sytuacji politycznej swojego kraju. W pracy La Casa Viuda VI (1995) wykorzystała fragmenty mebli konstruując za ich pomocą dysfunkcyjne obiekty. Tytuł dzieła nawiązuje do kolumbijskiego wyrażenia oznaczającego dosłownie dom okien. Jest ono używane na określenie tych domów, z których członkowie rodziny "zniknęli" z powodu politycznych prześladowań. Artystka przepiłowała na pół dwoje mocno zużytych drzwi i połączyła je za pomocą zardzewiałego, metalowego krzesła będącego częścią dziecięcej zabawki. Małe krzesełko wspiera się na łukowato wygiętych ludzkich żebrach tworząc w ten sposób coś w rodzaju złowieszczego fotelu na biegunach. Przekształcając zwykłe, domowe sprzęty w przedmioty jakby wyjęte z horroru, Doris Salcedo chciała zwrócić uwagę na przerażające fakty, które zdążyły się wryć w codzienne życie Kolumbijczyków. 
W pracy Unland: irreversible witness (1995–98) artystka wykorzystała formę stołu - symbolu wspólnotowego, rodzinnego życia. Na hybrydzie składającej się z połówek stołów ustawiła fragment dziecięcego łóżeczka. Przez setki wywierconych w blacie otworów przetkała ludzkie włosy, czyniąc ze swojej rzeźby pomnik na cześć ofiar milczącej wojny. 
W 2007 roku w Hali Turbin, centralnym holu Tate Modern Doris Salcedo stworzyła dzieło pt. Shibboleth. Była to wykuta w polerowanym betonie posadzki długa szczelina, u swego początku niewielka, dalej rozwidlająca się i rozszerzająca. Tytuł pracy to określenie zaczerpnięte z Księgi Sędziów oznaczające kłos lub strugę. Słowo to stanowiło rodzaj tajemnego hasła - odpowiedni sposób wymawiania go pozwolił odróżnić Gileadczykom swoich wrogów. Złe wymówienie tego słowa było zatem równoznaczne ze skazaniem na śmierć. Artystka zwraca uwagę na ukryte konflikty rasowe, dyskryminację i podziały które istnieją w angielskim społeczeństwie. W wywiadzie dla galerii Tate mówi o sytuacji imigranta, osoby przybywającej z Trzeciego Świata do serca Europy, spotykającego się z rasową segregacją i nienawiścią.